# シアターペルル
シアターペルル（Theater Perle）は、かつて岐阜県岐阜市の柳ヶ瀬にあった映画館。1980年代の地方都市にはあまり見られなかった名画座のひとつである。

## データ
- 所在地：岐阜県岐阜市柳ヶ瀬通2丁目1番地 ペルルビル4階
現況は「オアシス柳ヶ瀬ビル」（2012年3月竣工）[2]）
- 運営：株式会社グローバルエンターテイメント[注 1]
- 観客定員数：139人（2000年時点[注 1]）→104人（閉館時）

## 歴史
終戦間もない1945年に設立された柳ヶ瀬座を前身として、1947年8月に金華映画劇場としてスタート。1956年7月15日にリニューアルし、主に洋画の二番館として運営してきたが、1971年にビルへの建て替えを行った際、その中の一フロアに劇場も移転。時あたかも日活ロマンポルノが発足したばかりで、それに歩調を合わせる形で成人映画館の金華ロマン劇場として再スタートを切った。1980年代に入りロマンポルノ路線に陰りが見えると、その撤退を待たずして一旦劇場を閉鎖。しばしのブランクを経てリニューアルを行い、1987年11月20日にシアターペルルと改称、アート系の名画座として再出発した。
運営したグローバルエンターテイメントは1991年11月22日、柳ヶ瀬通1丁目に当館の姉妹館としてシネアールイマージュを開業したが、10年後の2001年8月31日をもって閉館。同社におけるミニシアター系上映をペルルに一本化した。2003年3月7日には、前年に岐阜市長に就任した細江茂光が、柳ヶ瀬方面の活性化などをテーマに、柳ヶ瀬1丁目・2丁目・小柳町自治会の関係者を集めてホンネトークをペルルで行っている。また2004年12月4日の『MASK DE 41』（監督村本天志、配給ファントム・フィルム）上映時には、同作主演の田口トモロヲがトークショーで来館している。
しかし、市内及び近郊に相次いで開業したシネマコンプレックスの影響で次第に陰りが見え始め、更に周辺の再開発が進んでいたことから、2005年12月2日の『ヘイフラワーとキルトシュー』の上映を最後に閉館し、シアターペルルとしての18年間の歴史は幕を閉じた。跡地には商業施設ビル「オアシス柳ヶ瀬ビル」が2012年3月に竣工し、現在に至る。

## 特色
チャップリンのような男性の全身像が、劇場のマーク代わりになっており、看板を始め劇場のロゴにあしらわれていた。また二人で座れるペアシートや、待ち時間のコーヒーサービスなどがあったが、館内での飲食は全面禁止となっていた。